# کساور هرمان
کساور هرمان (آلمانی: Xaver Hörmann; {{۲۱ فوریه ۱۹۱۰ – ۲۳ فوریه ۱۹۴۳) قایقران کانو اهل آلمان بود.
وی در مسابقات کشوری و بین‌المللی در مجموع برندهٔ ۱ مدال برنز شده‌است.